# Platja Nord (Torreblanca)

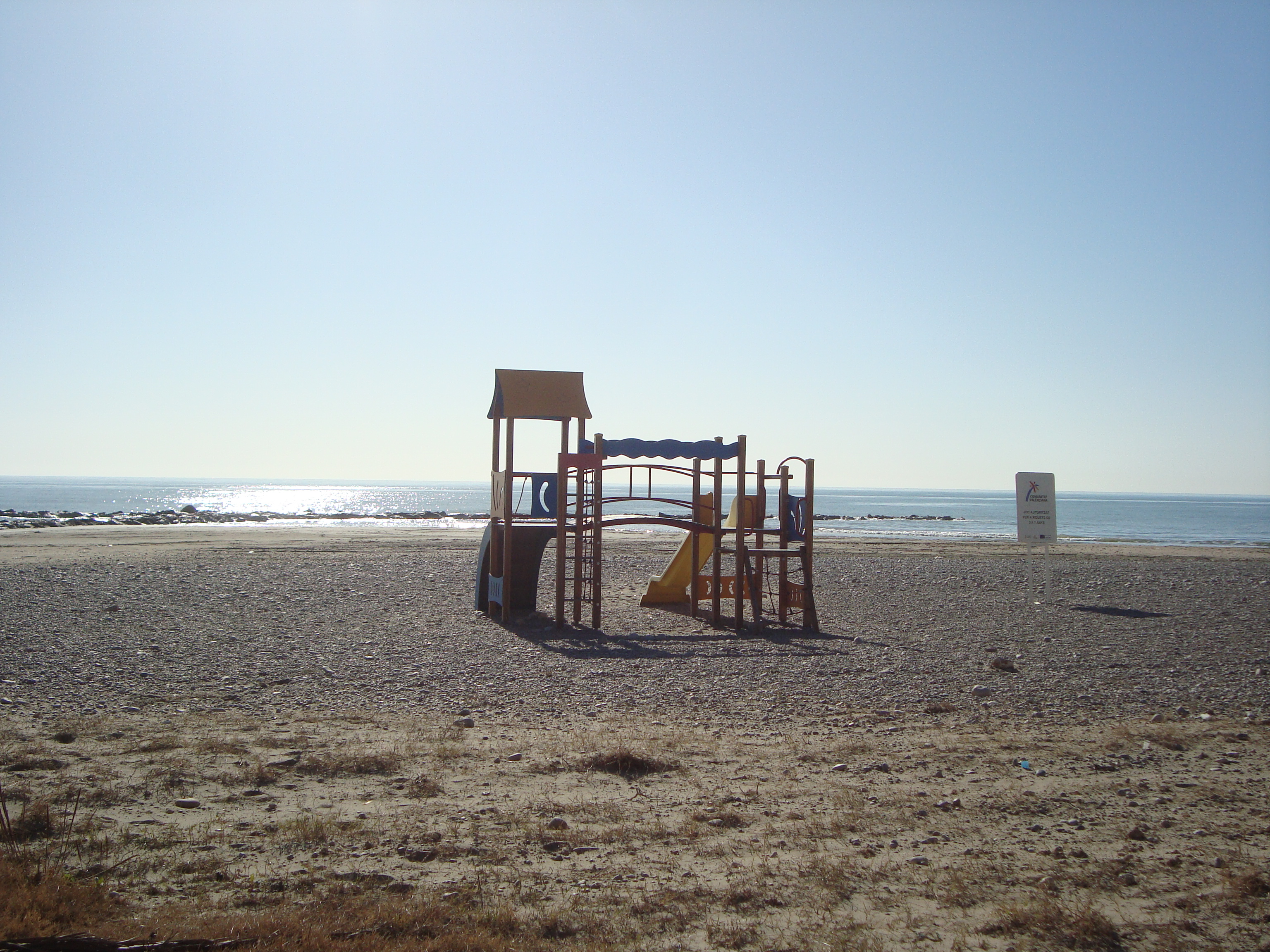
Platja Nord de Torrenostra (Torreblanca)

La platja Nord de Torreblanca és una platja llarga d'arena del mateix municipi de la Plana Alta (País Valencià).
Limita al nord amb la platja del Campás i cap al sud amb la platja de Torrenostra i la platja del Prat que arriba fins a la Gola del Prat, canal del Prat de Cabanes-Torreblanca, mareny de més de set quilòmetres d'extensió. La platja és de grava i arena en l'exterior de l'aigua. No obstant això, el fons marí és d'arena fina i poc pendent, sense desnivells i amb aigües molt netes.
Disposa d'accés per carrer i carretera. Compta amb passeig marítim i pàrquing delimitat.
Gaudeix del distintiu de la Bandera Blava.

## Enllaços externs

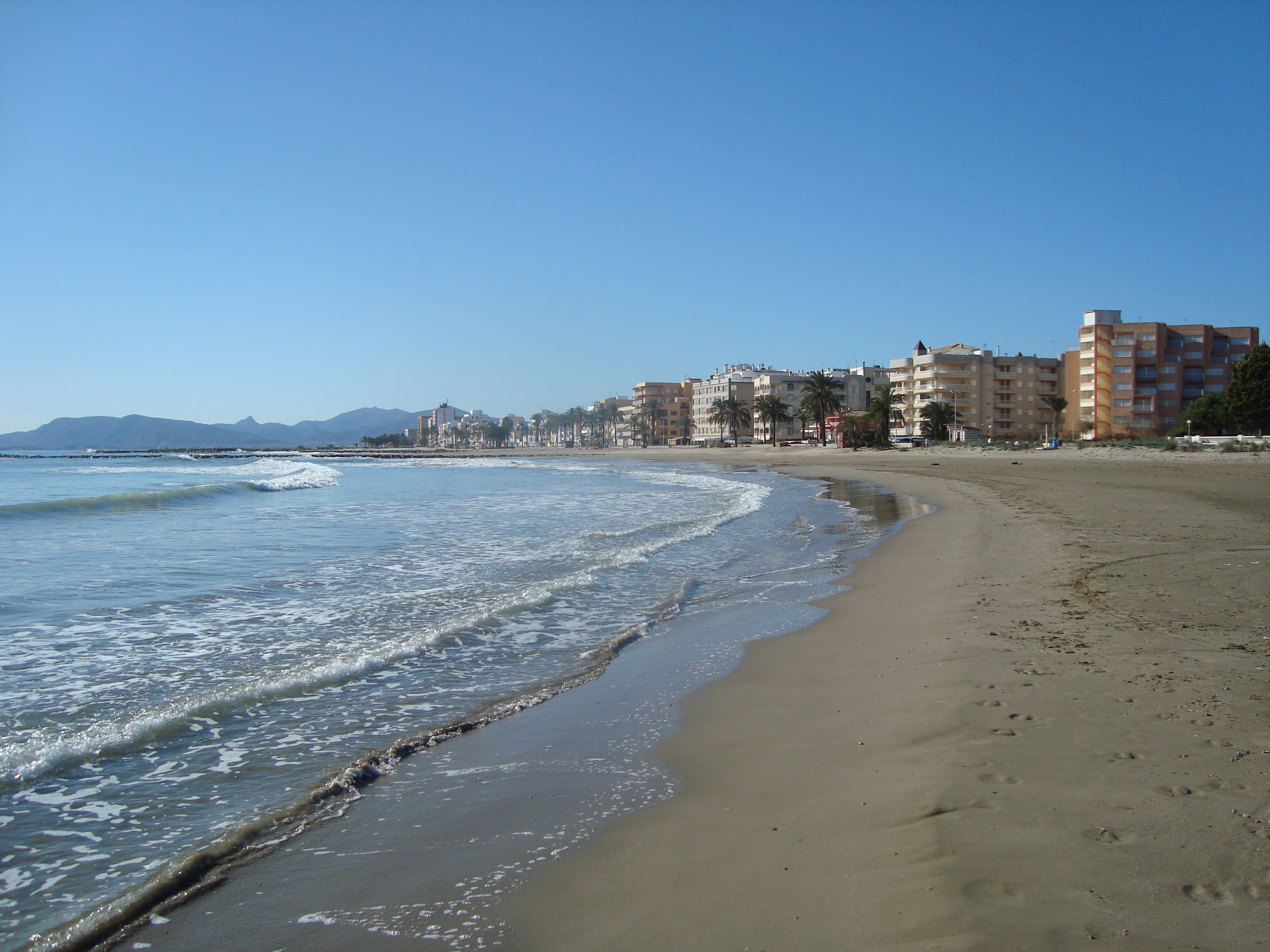
Platja Nord de Torrenostra

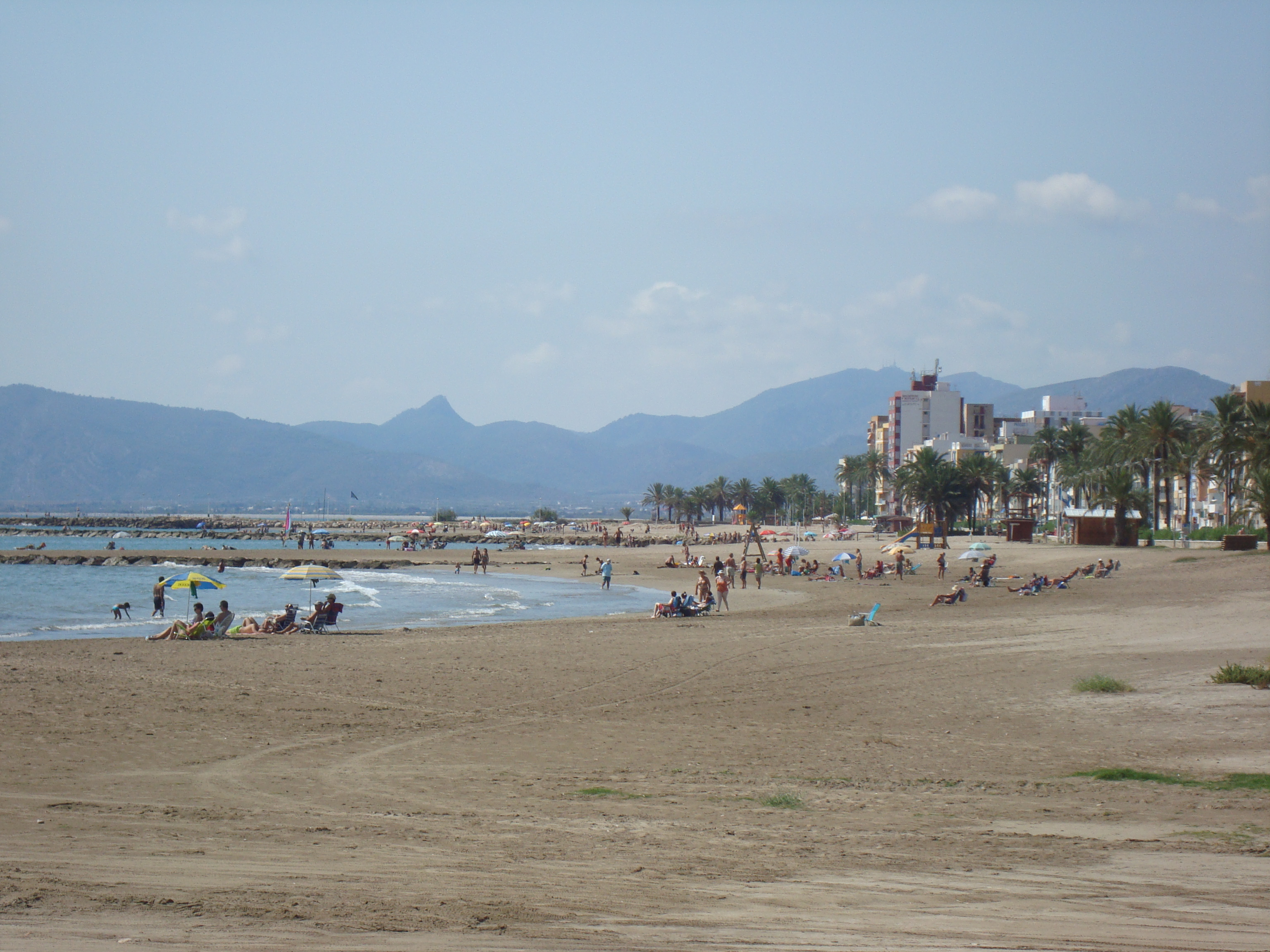
Platja Nord de Torrenostra (Torreblanca)